# 嫁妝死亡
嫁妝死亡，是因夫家認為嫁妝不足，直接或間接造成妻子死亡的事件。嫁妝死亡常見於印度、巴基斯坦及孟加拉；在當地，許多妻子因此遭燒死、毒死、潑酸，或死於手術等，但被掩飾為意外事件，而警方或醫院也經常配合發出假證明。此類案件受調查的比例低於10%。多數手法為在受害者身上淋煤油並點燃。
同時，雖印度法律明令禁止嫁妝習俗，但違反者鮮少被處罰。

## 背景
种姓制度的高嫁低娶婚姻习俗中，男性的结婚对象是同种姓和較低种姓女性，女性的结婚对象是較高种姓及同种姓的男性。較低种姓女性可通过嫁给較高种姓男性，改变自身的社会地位，男性卻不能通過娶較高種姓的妻子提升社會地位。为此，女方家庭不得不为此付出昂贵的嫁妆。印度裔学者Rao和Deolalikar于1998年发表的论文指，当时女方嫁妆的价值平均占到了新婚夫妻婚前财产的68%，约是女方家庭的六年年收入。进入2000年后，印度嫁妆的价值通常在6万美元到13万美元之间。婚后，男方仍可向女方家庭索要嫁妆，持续数年之久。在印度社会中，由于现代化的进程，使低种姓民众有机会成为富裕人群。这亦是印度嫁妆膨胀的一个因素。
嫁妝糾紛不外乎夫家向妻家索取嫁妝無度、妻家所給的嫁妝少於夫家認為妻家能負擔的、妻家一再遲付應允的嫁妝等。另外也有丈夫想要在不損及顏面的前提下除掉妻子的案例。夫家為了儘快結束婚姻關係以便再娶及獲得新的索取嫁妝機會，常多人合謀以煤油、汽油等易燃液體燒死媳婦。選擇這種手法的原因是因為他們認為這種手法易於後續處理及偽裝，以圖犯罪證據不被掌握。
有一種廣泛的誤解認為焚妻是根植於南亞地區的歷史陋習，但事實上首宗犯罪是發生於20世紀晚期。

## 統計
因於犯罪者常以燒死媳婦或妻子並偽裝成自焚或廚房意外來達成，受害人數只能推估，難以確切統計。據印度國家犯罪統計局所公佈的数据显示，此类案件在印度成逐年上升的趋势。2005年度案件記錄顯示，已確認及被報導的死亡人數，包含受焚而死者，計有7026人。2007年，案件数升至8093起。2010年的数据则达到了8391起。

## 防範
隨著女權提升及一些國際人權團體，例如國際特赦組織的批判與施壓下，次大陸地區的國家陸陸續續建立起法律及保護措施。

### 政府行动
印度在1961年便頒布了嫁妝禁止法（Dowry Prohibition Act）來遏止，該法並於1984年及1986年續修，印度警方也設置了專責窗口及收容中心以保護受害婦女。巴基斯坦則自1976年起立法規範，而進步女性協會領導人Shahnaz Bukhari也積極爭取保護性立法、燒傷婦女的收容所及專門病房的設立。
即使如此，這類嫁妝犯罪似乎仍有增無減。《時代雜誌》曾報導，1990年代中期在印度因嫁妝而死的婦女已由1980年代初期的每年400人激增為每年5800人，但有人認為這項數據可能不足以證明此類犯罪的增加，而可能是印度女權提高後這類事件才大量曝光的一種反映，而且許多案件也難以辨別是自殺還是謀殺。

### 民间努力
在印度，针对大多数新娘焚烧案件，国内立法通常没有得到充分执行。 正因为如此，民间的组织已经开始采取措施阻止新娘焚烧的发生。其中一个例子是政府资助的家庭咨询中心小组，其目标是加强家庭关系，减少法律干预。 然而，此类咨询中心小组只加深了“女性拥有尖锐的舌头”和男性“具有殴打”的能力的刻板印象。不过，目前其他类似的机构也萌芽而生，试图去解决相关问题。
另一方面，社會甚至受害者的娘家也常常拒絕接納不幸毀容的婦女，以致受害婦女在死裡逃生之後面臨的卻是更加殘酷的生存磨難。

### 其他援助
一项提案要求根据国际难民法扩大对妇女的保护，以便为性别歧视或性别歧视的受害者提供庇护。实现这一目标的一种方法是将妇女纳入“受迫害的社会群体”的定义，这将使她们在迫害时能够在全球范围内寻求国际庇护。
1984年4月，欧洲议会提出了一项建议，即通过改革国际难民法，“保护妇女免受基于性别的迫害”。但是，该提案遭到拒绝。另一个解决办法是通过建立产权来增加妇女的经济利益。即使已婚，新娘在生活期间也不享有属于丈夫财产的权利。在赋予妇女拥有财产的权利时，妇女不需要为了经济或法律目的而结婚，从而淡化嫁妆风俗。